# Харин, Юрий Семёнович
Ю́рий Семёнович Харин (родился 17 сентября 1949 года, с. Зырянское, Томской области) — советский белорусский математик, информатик и программист, доктор физико-математических наук, профессор, директор Научно-исследовательского института прикладных проблем математики и информатики БГУ, заведующий кафедрой математического моделирования и анализа данных факультета прикладной математики и информатики, действительный член НАН Беларуси (2021). Подготовил 24 кандидата и 1 доктора наук.

## Краткая биография
В 1971 г. после окончания Томского государственного университета поступил в аспирантуру на кафедру прикладной математики. В 1974 г. после защиты кандидатской диссертации был оставлен на кафедре для преподавательской работы. В 1976 году в связи с образованием в БГУ кафедры теории вероятностей и математической статистики был приглашён для работы на факультет прикладной математики и информатики, где и работает по сегодняшний день. Сначала — в должности доцента, затем — профессора. В 1986 г. защитил докторскую диссертацию, в 1988 г. ему присваивается учёное звание профессора. В 1988 г. он организует новую кафедру математического моделирования и анализа данных. Принимал активное участие в создании в 2000 г. в БГУ Национального научно-исследовательского центра прикладных проблем математики и информатики (сейчас является его директором), новой для Беларуси учебной специальности «Экономическая кибернетика» и двух новых специализаций.

## Научная и педагогическая деятельность
Научные интересы Ю. С. Харина сосредоточены в области математической и прикладной статистики, информатики и информационных технологий. Тематика его научных интересов связана с актуальным направлением прикладной математики и информатики: разработкой математических моделей, методов, алгоритмов и программных средств робастного (устойчивого) распознавания и анализа стохастических данных при создании компьютерных систем и информационных технологий. Ю. С. Харин работает над решением задач робастного статистического прогнозирования, математического моделирования сложных систем и защиты информации. С 1988 г. он является научным руководителем НИИ статистического анализа и моделирования. Под его руководством и при его активном участии выполнено более 20 НИР по Государственным программам и Постановлениям правительства. Под его руководством защищено 14 кандидатских и 1 докторская диссертация. Юрий Семёнович является членом трёх специализированных Советов по защите диссертаций, заместителем главного редактора научного сборника «Проблемы защиты информации», членом редколлегий трёх зарубежных научных журналов, президентом Белорусской статистической ассоциации, организатором шести международных научных конференций «Компьютерный анализ данных и моделирование».
На основе разработанной теории робастного статистического распознавания образов и анализа данных построены новые минимаксно устойчивые (к искажениям гипотетической модели) алгоритмы распознавания образов, идентификации и прогнозирования, гарантирующие наименьшее уклонение риска на заданных семействах искажений, реализованные в пакетах прикладных программ и позволившие решить важнейшие прикладные задачи внедрения информационных технологий в промышленности, медицине, экономике и других отраслях. Как приглашённый профессор, делал доклады в Калифорнийском университете (Беркли, США), Байрёйтском и Дрезденском университетах (Германия), Лейстерском университете (Великобритания) и других ведущих научных центрах. В качестве соруководителя участвовал вместе со своими учениками в международных научных проектах по программам INTAS (2 проекта), МНТЦ, SCOPES, REAP.
Является основателем белорусской научной школы «Математическое моделирование сложных систем, процессов защиты информации и компьютерного анализа данных». Член редколлегий 9 научных журналов, организатор более 15 международных научных конференций. Является членом Белорусского математического общества, Белорусской ассоциации распознавания образов, Американского математического общества, Международного института математической статистики, Международной ассоциации вычислительной техники, Европейской ассоциации обработки сигналов, действительным членом Международной Академии Наук высшей школы.

### Учёные степени и звания
- кандидат физико-математических наук, 1974 г.
- доцент, 1978 г.
- доктор физико-математических наук, 1986 г.
- профессор, 1990 г.
- член-корреспондент НАН Беларуси, 2004 г.
- действительный член НАН Беларуси, 2021 г.

### Награды
- Заслуженный деятель науки Республики Беларусь, 2010 г.
- Лауреат Государственной премии Республики Беларусь, 2003 г.[2]
- Лауреат Премии им. А. Н. Севченко, 1997 г.
- Знак «Отличник образования Республики Беларусь», 1999 г.
- Почётное звание «Заслуженный работник Белорусского государственного университета», 2010 г.
- Почётные грамоты министерства образования РБ, Высшей аттестационной комиссии.

## Научные интересы
- Разработка математических моделей, методов, алгоритмов и программных средств робастного (устойчивого) распознавания.
- Анализ стохастических данных при создании компьютерных систем и информационных технологий.

## Публикации
Результаты опубликованы более чем в 350 научных трудах, включая 4 монографии, одна из которых издана за рубежом, 12 учебных пособий, девять из которых получили гриф Минобразования. Статьи опубликованы в престижных зарубежных журналах. Сделаны доклады более чем на 80 международных научных конференциях.

### Основные публикации
- Robustness in statistical pattern recognition. Dordrecht; Boston; London, 1996;
- Робастность в статистическом распознавании образов. Мн., 1992;
- Устойчивость в кластер-анализе многомерных наблюдений. Мн., 1998 (в соавт.);
- Практикум на ЭВМ по математической статистике. Мн., 1987 (в соавт.);
- Основы имитационного и статистического моделирования. Мн., 1997 (в соавт.);
- Математические основы криптологии. Мн., 1999 (в соавт.);
- Компьютерный практикум по математическим методам защиты информации. Мн., 2001 (в соавт.).